# Kafr Karmin
Kafr Karmin (arab. كفر كرمين) – miejscowość w Syrii, w muhafazie Aleppo. W 2004 roku liczyła 3769 mieszkańców.